# Murata Jukō
Murata Jukō (村田 珠光?, anche Murata Shukō; Nara, 1423 – 1502) è noto nella storia culturale giapponese come il fondatore della cerimonia del tè giapponese, poiché è stato l'iniziatore dello stile wabi-cha, e il primo a trasformare il rito cinese di preparazione del tè in una cerimonia giapponese autonoma.

## Biografia
Nacque a Nara; alcune fonti riferiscono che suo padre fosse un suonatore di biwa, sebbene generalmente si assuma che egli fosse appartenente alla classe mercantile. In giovane età, divenne servitore a Shōmyōji, un tempio buddista Jōdō di Nara. Durante la sua giovinezza, Jukō familiarizzò coi chiassosi incontri tra conoscitori di tè, che praticavano il tōcha, un gioco nel quale si prova a indovinare la qualità e il luogo di provenienza di un tè attraverso il suo assaggio; sebbene non si curasse di tale gioco, egli si interessò al tè come stimolante per tenersi sveglio durante gli studi. Tale interesse lo condusse a Kyoto, dove apprese la cerimonia cinese del tè, una pratica in voga presso l'aristocrazia giapponese, dal maestro Nōami. Secondo la cronaca di Yamanoue Sōji, Jukō entrò al servizio dello shogun Ashikaga Yoshimasa come maestro del tè al Ginkaku-ji; tuttavia, pare improbabile che ciò sia avvenuto. Studiò Zen presso il maestro Ikkyū Sōjun. Fu proprio lui a insegnargli che "Il Dharma è anche la via del tè", cosa che ispirò Jukō nel concepire la cerimonia del tè.

## Filosofia
Jukō illustrò la più parte delle sue teorie riguardo alla cerimonia del tè in una lettera al suo discepolo Furuichi Chōin, circa nel 1488; un documento oggi noto come Kokoro no fumi (心の手紙?, "Lettera del cuore"). Sebbene tale testo sia stato spiegato come l'intenzione di introdurre la borghesia mercantile giapponese all'interno del mercato del tè, attraverso un uso di tè e ceramiche giapponesi in luogo di quelle cinesi, è ben più verosimile, al contrario, che tale testo volesse introdurre la conoscenza della pratica cerimoniale del tè all'interno della cultura giapponese, e secondo una teorizzazione autonoma. Per questa ragione, si reputava necessario l'uso di un genere di strumenti diversi da quelli della cerimonia cinese, che aveva caratteristiche storiche, sociali e concettuali diverse, sebbene si auspicasse un'armonizzazione tra le due tipologie di materiali. Per Jukō, l'eccessiva rusticità della ceramica autoctona era da evitarsi, così come una algida ripetizione di forme puramente estetiche, quale ravvisava negli utensili cinesi. Ciò perché la funzione della nuova cerimonia non era l'introduzione di un rito estetico inerente alla consumazione del tè, ma adoperava la semplice preparazione di un tè come il paradigma di ogni azione quotidiana che, pur nella sua semplicità, se non è condotta con approssimazione e banalità ma eseguita precisamente, così come se non trascurata ma osservata mediante la corretta attenzione, può condurre alla conoscenza e alla coscienza della verità, poiché si comprende precisamente la natura e il valore di ciò che accade nell'istante in cui si vive. Anzi, una frase in particolare della sua opera, "uno splendido cavallo si manifesta meglio in un'umile capanna che in una sontuosa stalla", permette di comprendere come nella prospettiva Zen le cose semplici, in quanto non sofisticate, non complicate, non inquinate da forme arbitrarie che ne celino ulteriormente il contenuto, sono comprensibili con maggiore agio sin nella loro più intima natura, perché i sensi sono meno disturbati dal frastuono delle forme, e possono comprendere più facilmente cosa siano esse in realtà. La cerimonia del tè, dunque, ben lungi da essere un incontro edonistico, è una pratica meditativa buddista il cui fine è il conseguimento di uno stato coscienziale più ampio di sé e del mondo, nella prospettiva del raggiungimento del Nirvanā.
Jukō introdusse quattro valori nella sua cerimonia: kin, l'umiltà; kei, il rispetto per gli oggetti (vale a dire, la considerazione del loro vero valore, primo passo per la loro retta comprensione); sei, la purezza (come retta percezione e retta azione); and ji, la tranquillità (senza la quale non può avvenire la retta e distaccata comprensione). Jukō era un maestro del genere letterario renga: queste qualità espresse nella pratica della sua cerimonia.
Jukō fu il maestro di Takeno Jōō, che perpetuò la sua linea di semplicità e minimalismo nella cerimonia. Takeno Jōō fu il maestro di Sen no Rikyū.